# They’re Taking the Hobbits to Isengard
They’re Taking the Hobbits to Isengard (Nederlands: Ze brengen de hobbits naar Isengard) is een videoclip die in 2005 werd gepubliceerd door muzikant en fotograaf Erwin Beekveld. Het twee minuten durende filmpje van aan elkaar geplakte fragmenten uit de filmtrilogie The Lord of the Rings werd een deel van de internetfolklore, en heeft met name onder liefhebbers van deze trilogie een cultstatus.
De video verscheen eerst als Flash-animatie op de website Albino Blacksheep en werd daarna vooral via YouTube verspreid. De verschillende versies van de video werden miljoenen keren bekeken.
De video is opgebouwd uit scènes van deel 1 en deel 2 van de eerdergenoemde filmtrilogie. In de video is acteur Orlando Bloom te zien in de rol van de elf Legolas, die constant en ritmisch de regel "They're taking the hobbits to Isengard"  herhaalt. Hij wordt enerzijds onderbroken door Gollum (ingesproken door Andy Serkis) met de woorden "What did you say?" ("Wat zei je daar?") en "Stupid fat Hobbit" ("Stomme, dikke Hobbit"), en anderzijds door Marton Csokas in de rol van Celeborn, die herhaaldelijk informeert naar de verblijfplaats van Gandalf. Verder zijn Elijah Wood, Dominic Monaghan, Billy Boyd en Sean Astin te zien als de hobbits Frodo Balings, Meriadoc Brandebok, Peregrijn Toek en Sam Gewissies, evenals Viggo Mortensen als Aragorn en Cate Blanchett als Galadriel. De in de video gebruikte muziek is een technoversie van de door Howard Shore gecomponeerde filmmuziek voor deel 1 van de trilogie, en bevat onder meer het leidmotief van het lied Concerning Hobbits.
In het boek Fan Fiction and Copyright: Outsider Works and Intellectual Property Protection wordt They’re Taking the Hobbits to Isengard aangehaald ter illustratie van een amendement op de Digital Millennium Copyright Act, een Amerikaanse wet met betrekking tot auteursrecht op digitale media. Het amendement uit 2010 maakte het onder bepaalde condities legaal om fragmenten van films en televisieprogramma's te gebruiken in eigen video's. Musicoloog Michael L. Klein (hoogleraar aan de Temple University van Philadelphia) noemt They're Taking the Hobbits to Isengard in zijn boek Music and the Crises of the Modern Subject als een voorbeeld van een meme en mash-up als het summum van creativiteit in het postmoderne tijdperk.
Nadat Orlando Bloom in juni 2013 zijn laatste scènes gedraaid had op de set van The Hobbit: The Battle of the Five Armies, publiceerde regisseur Peter Jackson een video waarin Bloom verkleed als Legolas meezingt met They're Taking the Hobbits to Isengard.